# Třída G 101
Třída V 101 byla třída torpédoborců německé Kaiserliche Marine z období první světové války. Původně byly objednány pro argentinské námořnictvo, ale po vypuknutí světové války byly zabaveny a zařazeny do námořnictva německého. Celkem byly postaveny čtyři jednotky této třídy. Ve službě byly od roku 1915. Tři z nich se roku 1916 účastnily bitvy u Jutska. Po skončení války byly internovány ve Scapa Flow, kde je roku 1919 potopila vlastní posádka.

## Stavba
Stavbu čtyř torpédoborců této třídy objednala Argentina roku 1912 u německé loděnice Germaniawerft v Kielu. Původně měly být vybaveny diesely pro plavbu cestovní rychlostí a vyzbrojeny 102mm kanóny a 533mm torpédomety. Kýly plavidel byly založeny roku 1914. Po vypuknutí války plavidla převzalo německé námořnictvo a v upravené podobě je roku 1915 zařadilo do služby.
Jednotky třídy V 101:
| Jméno               | Zahájení stavby | Spuštění na vodu   | Zařazena do služby | Status |
| ------------------- | --------------- | ------------------ | ------------------ | --- |
| V 101 (ex Santiago) | 1914            | 12. srpna 1914     | březen 1915        | V listopadu 1918 internován ve Scapa Flow. Dne 21. června 1919 při incidentu ve Scapa Flow potopen vlastní posádkou. Sešrotován. |
| V 102 (ex San Luis) | 1914            | 16. září 1914      | duben 1915         | V listopadu 1918 internován ve Scapa Flow. Dne 21. června 1919 při incidentu ve Scapa Flow se jej pokusila potopit vlastní posádka. Britům se jej podařilo zachránit. Později byl v rámci reparací předán USA. Dne 13. července 1921 byl u mysu Henry ve Virginii potopen při zkouškách leteckého bombardování. |
| V 103 (ex Santa Fé) | 1914            | 14. listopadu 1914 | květen 1915        | V listopadu 1918 internován ve Scapa Flow. Dne 21. června 1919 při incidentu ve Scapa Flow potopen vlastní posádkou. |
| V 104 (ex Tucumán)  | 1914            | 28. listopadu 1914 | červen 1915        | V listopadu 1918 internován ve Scapa Flow. Dne 21. června 1919 při incidentu ve Scapa Flow potopen vlastní posádkou. Sešrotován. |

## Konstrukce

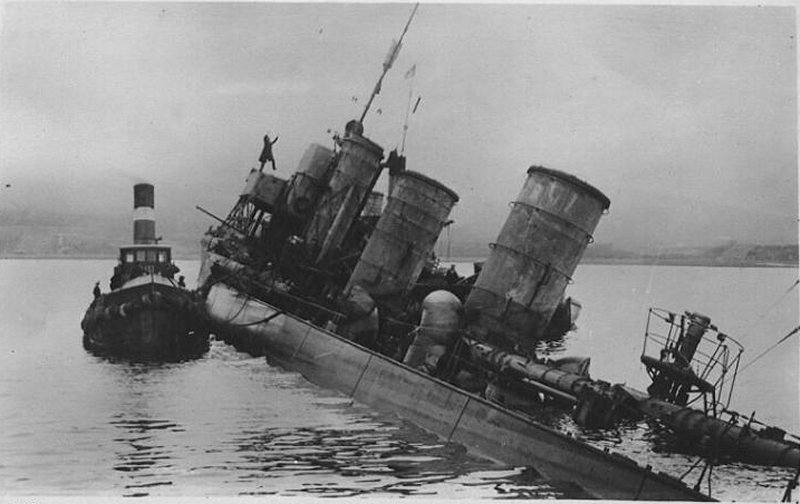
SMS G 102 částečně potopený ve Scapa Flow

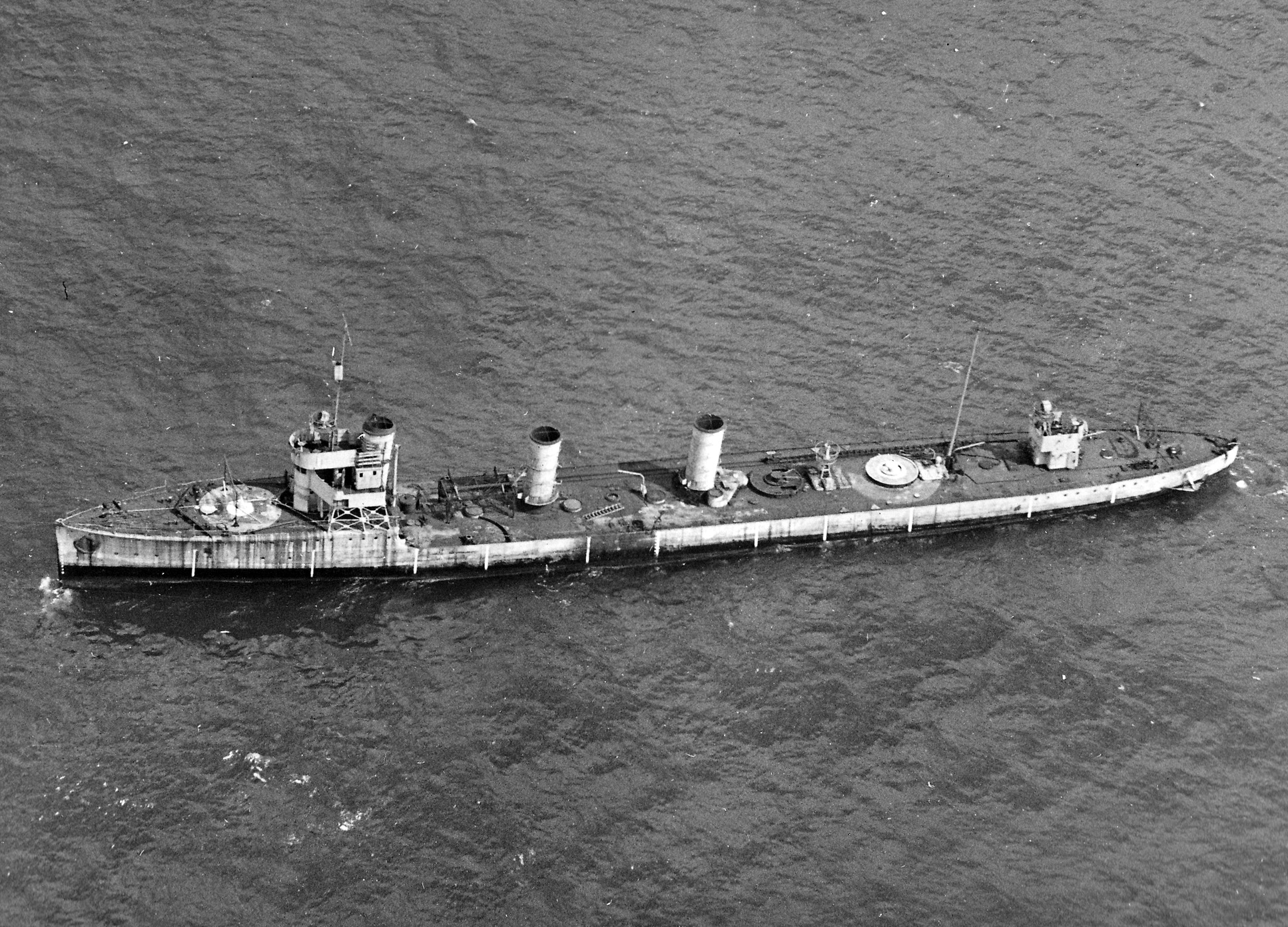
Částečně odstrojený G 102 během amerických testů leteckého bombardování

Hlavní výzbroj představovaly čtyři 88mm/42 kanóny TK L/45 C/14 a šest 500mm torpédometů se zásobou osmi torpéd. Dva jednoduché torpédomety byly umístěny na úrovni předních komínů a dva dvojité za komíny v ose lodi. Dále bylo neseno až 24 námořních min. Pohonný systém tvořily tři kotle a dvě parní turbíny Germania o výkonu 28 000 hp, pohánějící dva lodní šrouby. Nejvyšší rychlost dosahovala 33,5 uzlů. Dosah byl 2420 námořních mil při rychlosti dvacet uzlů.

### Modifikace
Roku 1916 byly torpédoborce přezbrojeny čtyřmi 105mm/43 kanóny TK L/45 C/16. Jeidný G 102 dostal 105mm/42 kanóny Utof L/45 C/16.